# Mantaua (film din 1959)
Mantaua (titlul original: în rusă Шинель, transliterat: Șinel) este un film dramatic sovietic, realizat în 1959 de regizorul Aleksei Batalov, după romanul omonim a scriitorului N. V. Gogol. Filmul a fost debutul regizoral al lui Alexei Batalov și unul dintre primele roluri „mari” ale lui Roland Bîkov.  Alți protagoniști au fost actorii Iuri Tolubeiev, Aleksandra Iojkina și Elena Ponsova. 

## Distribuție
- Rolan Bîkov - Akaki Akakievici
- Iuri Tolubeiev - Petrovici
- Aleksandra Iojkina - soția lui Petrovici
- Elena Ponsova - proprietăreasa
- Georgi Tejkh - o persoană importantă
- Nina Urgant - dna. de moravuri ușoare
- Aleksandr Sokolov	- antreprenor de pompe funebre
- Rem Lebedev - funcționarul asistent, sărbătorit
- Aleksei Batalov - (neacreditat)
- Georgi Kolosov - executorul judecătoresc
- Nikolai Kuzmin - tâlharul
- Liubov Malinovskaia - mama lui Akaki Akakievici
- Glikeria Bogdanova-Cesnokova - soția sărbătoritului
- Mihail Ladigin - cămătarul
- Pyotr Lobanov - paznicul
- Vladimir Maksimov - directorul
- Genadi Voropaiev - ofițerul
- Kira Kreylis-Petrova - servitoarea
- Mihail Vasiliev – cerșetorul

## Lansare
A fost lansat în anul 1960 și a avut parte de succes comercial, fiind vizionat de 6,1 milioane de spectatori în cinematografele din Uniunea Sovietică.